# Stockage de l'énergie
Le stockage de l'énergie consiste à mettre en réserve une quantité d'énergie provenant d'une source pour une utilisation ultérieure. Il a toujours été utile et pratiqué, pour se prémunir d'une rupture d'un approvisionnement extérieur ou pour stabiliser à l'échelle quotidienne les réseaux électriques, mais il a pris une acuité supplémentaire depuis l'apparition de l'objectif de transition écologique. Stocker de la chaleur ou de l'électricité permet ainsi de lisser les irrégularités de production et de consommation, dans le contexte de développement des énergies renouvelables et propres, mais intermittentes, telles que l'énergie éolienne et l'énergie solaire.
On s'intéresse ici principalement à l'opération consistant à créer une réserve à partir d'énergie disponible, et non à la gestion des stocks (notamment ceux en énergies fossiles) ou au déstockage.

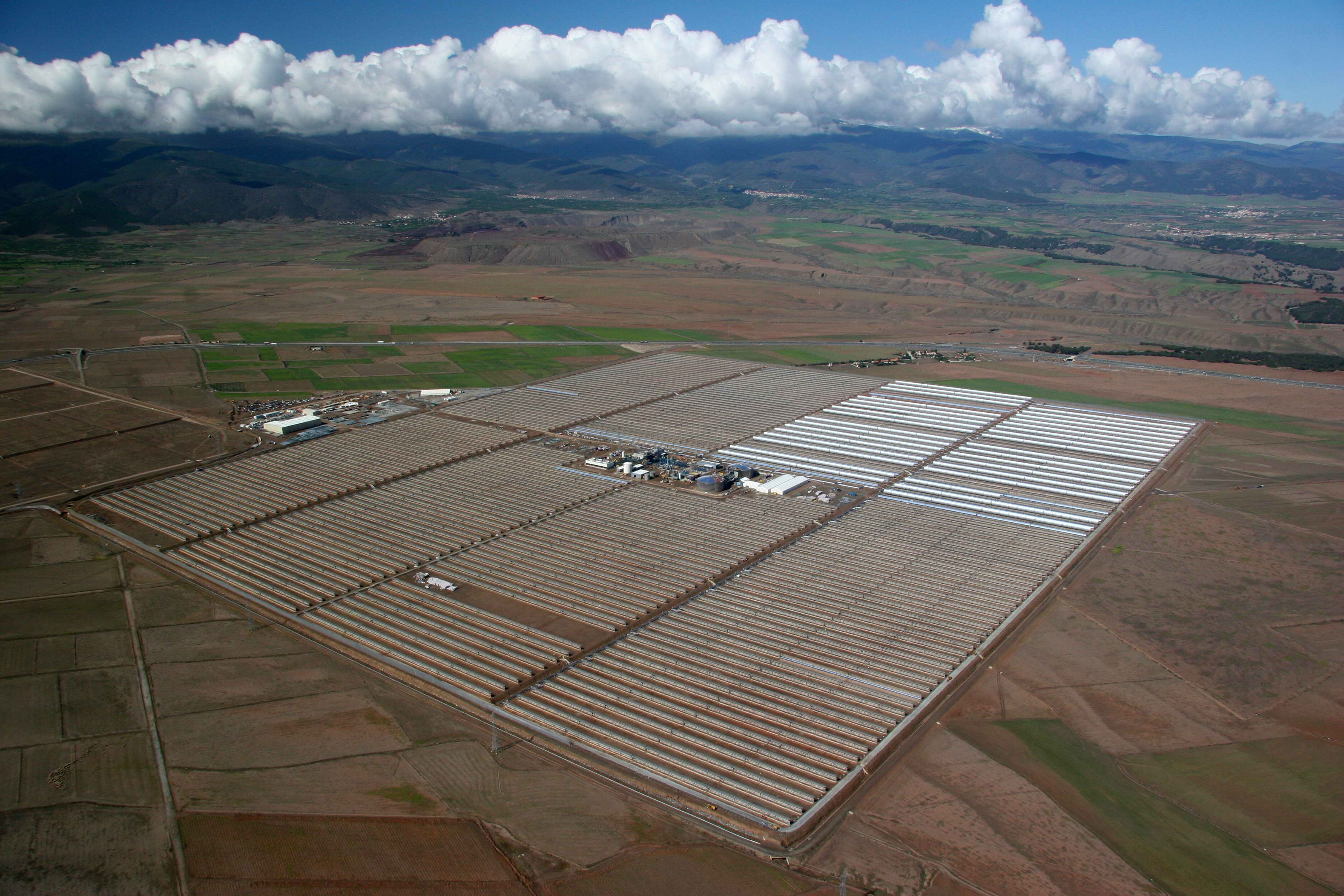
Centrale solaire d'Andasol, située dans la commune d'Aldeire (Province de Grenade, en Espagne). Planifiée, construite et exploitée par ACS-Cobra Energía, cette centrale solaire utilise la technique de stockage de chaleur dans des réservoirs de sel fondu, pour produire de l'électricité la nuit ou le jour quand le soleil ne brille pas.

## Définitions
De même que l'expression « production d'énergie », l'expression « stockage d'énergie » est un abus de langage. Physiquement, l'énergie ne peut être ni produite, ni détruite. Les expressions précédentes correspondent, en fait, à une conversion d'énergie vers une forme plus adaptée à l'usage prévu. Dans le cas de la « production », cette forme sera un vecteur énergétique (très souvent de l'électricité) facilement utilisable par une machine et, dans le cas du « stockage », la forme sera de l'énergie potentielle à la fois facilement utilisable par une machine de « production » d'énergie (souvent un turboalternateur) et suffisamment stable pour limiter les pertes. L'éventuel stock d'énergie sera constitué à partir de flux d'énergie dont on n'a pas l'usage immédiat, pour en disposer ultérieurement, quand la demande sera plus importante.
Le stockage d'énergie nécessite toujours une machine qui « consomme » une partie de cette énergie, associée à une méthode de production adaptée au type de stockage et au vecteur énergétique utilisé. Généralement, un système de stockage d’énergie ne comporte qu’un seul vecteur énergétique, qui est identique à l’entrée et à la sortie du stockage, ainsi qu’une seule machine opérant en mode consommateur pour le stockage et en mode producteur dans l’autre direction. Cependant, il est possible d’avoir deux vecteurs énergétiques distincts et deux machines distinctes. Par exemple :
- dispositif de stockage utilisant le même vecteur (l'électricité) et la même machine (un turboalternateur réversible) en entrée et en sortie : une station de pompage-turbinage ;
- dispositif utilisant deux vecteurs (chaleur et électricité) et deux machines différentes : la centrale solaire d'Andasol 1 transforme les rayons solaires en énergie thermique, forme sous laquelle elle est stockée, et en sortie, une machine classique transforme à la demande cette énergie thermique en électricité.

Le stockage consomme de l'énergie et est souvent contraignant. Par exemple, le pompage-turbinage réclame deux sites de réservoirs proches mais ayant un fort dénivelé, configuration plus rare encore que celle nécessaire à un barrage hydroélectrique standard. Il est pourtant apparu dès la fin du XIXe siècle. En effet, pour un fournisseur d'électricité, ce qui compte en premier lieu est la puissance électrique, et non l'énergie ; il l'indique comme caractéristique essentielle de ses centrales et elle détermine les coûts d'investissement (donc le coût de l'électricité). Comme la demande est fluctuante, une partie des générateurs requis pour faire face à la demande de pointe doit rester sous-utilisée, voire à l'arrêt une bonne partie du temps, mais doit rester disponible pour démarrer promptement. Si un procédé pour faire face à l'appel de puissance exige une certaine consommation d'énergie, ce n'est pas en soi gênant, d'autant moins si l'opérateur dispose d'une source en pratique inutile une partie du temps, donc gratuite à ces moments là, comme un barrage au fil de l'eau.
La recherche et le développement d'outils de stockage ont été stimulés par la crainte d'un épuisement des ressources non renouvelables et, par suite, le développement voulu d'énergies renouvelables mais malheureusement intermittentes. L'idée est que, quand des sources intermittentes fournissent une puissance inutile (voire nuisible, comme lors de la panne de courant du 4 novembre 2006 en Europe), un outil de stockage peut se remplir d'énergie gratuite ou presque, et quand elles ne produisent pas, alors qu'une demande existe, l'outil de stockage peut pallier cela. Cette présentation masque le fait qu'en pratique, l'outil utile devient le stockage lui-même, disponible à la demande, et non la source intermittente qu'on peut d'ailleurs avantageusement remplacer par une source non intermittente ; le stockage n'en est que d'autant plus intéressant (les sources intermittentes n'en étant que l'auxiliaire, plutôt que l'inverse).
Les modes de stockage les plus communs (outre la mise en réserve d'une énergie fossile, dont la consommation a seulement été retardée) sont :
- l'énergie potentielle gravitationnelle, sous forme d'eau ou d'autres masses stockées en hauteur (voir plus bas) ;
- l'énergie thermique, à haute température à l'échelle industrielle sous forme de sels fondus, ou plus communément dans un ballon d'eau chaude à l'échelle domestique ou industrielle ;
- l'énergie chimique, notamment dans des batteries d'accumulateurs, et sous forme de biocarburants produits à partir de biomasse « neuve » (non fossile) exploitant le rayonnement solaire ;
- l'énergie mécanique, sous d'innombrables formes détaillées plus bas.

## Intérêt
Au XXIe siècle, le stockage d'énergie est un enjeu vital pour les sociétés humaines et l'industrie. Pour les États, l'indépendance énergétique est stratégique et économiquement essentielle. Pour les individus et les entreprises, l'énergie doit impérativement être disponible à la demande, sans coupure inopinée. Toute rupture d’approvisionnement entraîne des coûts élevés en matière économique, sociale, de santé ou de sécurité. Par exemple, une panne d’électricité dans un hôpital peut avoir des conséquences désastreuses, pour cette raison, il est muni de plusieurs groupes électrogènes de secours et de stocks de carburant.
Le stockage d'énergie répond à trois motivations principales :
- sécurisation de l'approvisionnement en énergie d'un pays ou d'un groupe de pays ;
- ajustement de la production d'énergie en fonction de la demande ;
- compensation de l'irrégularité de la production des énergies dites intermittentes.

### Besoins quantitatifs
En 2015, l'Agence internationale pour les énergies renouvelables (IRENA) estime que pour un objectif de taux de pénétration de 45 % d'énergies renouvelables à l'horizon 2030, les besoins mondiaux en stockage d'énergie correspondraient à une puissance à fournir de 150 GW par des batteries et de 325 GW par des stations de pompage,.
Selon une étude publiée en août 2019 par Bank of America Merrill Lynch, 6 % de la production électrique mondiale pourrait être stockée dans des batteries en 2040. Selon BloombergNEF, les capacités de stockage installées sur la planète passeraient de moins de 10 GW en 2019 à plus de 1 000 GW en 2040.

### Sécurisation de l'approvisionnement en énergie

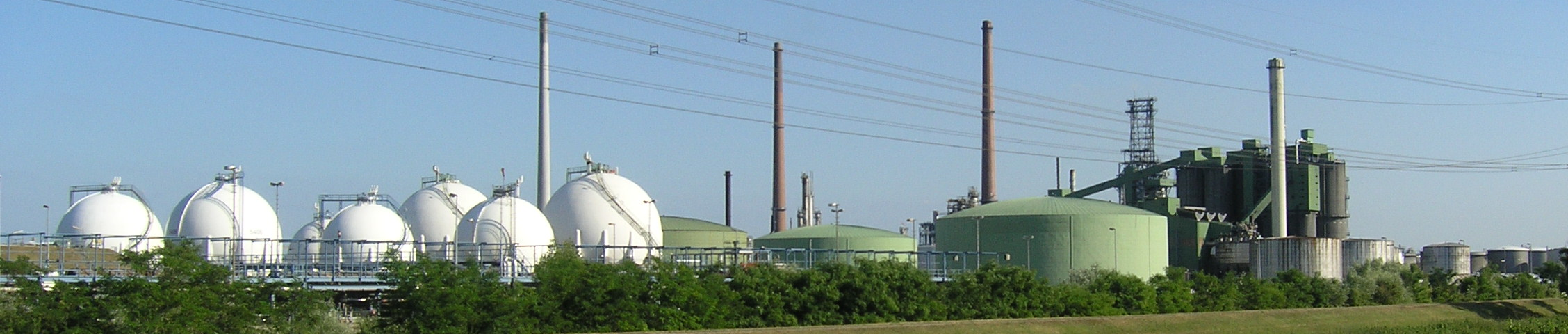
Parc de stockage de la raffinerie MiRO à Karlsruhe, en Allemagne, où se trouvent des réservoirs de différentes formes selon le type de produit pétrolier : gaz (gaz de pétrole liquéfié), liquide (essence ou fioul) ou solide (coke de pétrole).

Une rupture de l'approvisionnement en énergie peut gravement désorganiser l'économie d'un pays et mettre en danger des fonctions vitales : défense, système de santé, sécurité (entre autres routière), etc. Il est donc essentiel de disposer de stocks suffisants pour faire face à une coupure des flux d'approvisionnement, en particulier en cas de crise géopolitique.
Le premier choc pétrolier de 1973, créé par une baisse concertée des livraisons de pétrole par les pays de l'Organisation des pays exportateurs de pétrole, suscitant une envolée des prix pétroliers, a amené les 16 nations les plus industrialisées (rejointes ultérieurement par 12 membres additionnels) à créer l'Agence internationale de l'énergie, chargée de coordonner leurs politiques énergétiques et de mettre sur pied une économie raisonnée de la ressource. Pour adhérer à l'AIE, un pays doit prouver qu'il dispose de réserves de pétrole équivalentes à 90 jours d'importations, à disposition immédiate du Gouvernement au cas où des mesures d'urgence seraient décidées par l'AIE ; il doit également avoir mis au point un programme de rationnement capable de réduire de 10 % sa consommation de pétrole.
En 2011, lorsque la première guerre civile libyenne a causé une chute de la production de ce pays, l'AIE a décidé de prélever 60 millions de barils dans ces réserves stratégiques.
La réserve stratégique de pétrole la plus importante, celle des États-Unis, atteignait 696 millions de barils à la fin 2011, soit 82 jours d'importations nettes.
Les stocks de gaz jouent un rôle majeur dans le fonctionnement et la sécurité du système gazier : en France, les 13 sites de stockage souterrain totalisent 144 TWh de capacité de stockage, soit 30 % des importations nettes de gaz en 2012.
La politique de l'Union européenne en matière de sécurisation de l'approvisionnement en énergie est exposée dans le Livre vert de 2006 intitulé « Une stratégie européenne pour une énergie sûre, compétitive et durable », préconisant en particulier « une nouvelle proposition législative concernant les stocks de gaz qui donnerait à l’UE les moyens de réagir selon le principe de la solidarité entre les États membres en cas de situation d’urgence ». Cette règlementation, adoptée en 2010, enjoint à chaque État membre de désigner une autorité compétente chargée d'établir des plans d'urgence, des évaluations des risques, et d'imposer aux entreprises gazières de prendre les mesures nécessaires pour garantir des standards de sécurité d'approvisionnement, sans fixer d'objectif précis en matière de stockage. Elle promeut surtout des mesures de diversification d'approvisionnement (gazoducs évitant la Russie par le sud, ports méthaniers) et d'amélioration des capacités d'échange, en particulier la bidirectionnalité des gazoducs.
Dans le nucléaire, l'uranium contenu dans l'amont du cycle du combustible nucléaire (conversion en hexafluorure d'uranium, enrichissement, fabrication des assemblages, combustible en réacteur) représente plusieurs années de consommation, ce qui garantit une forte capacité de résistance à une rupture d'approvisionnement.
Une des règles fondamentales de la sécurité des centrales nucléaires est la redondance des dispositifs de secours : chaque centrale doit disposer de plusieurs sources d'alimentation électrique, par exemple des groupes Diesel et leurs stocks de carburant, afin de prendre le relais de l'électricité du réseau pour maintenir en fonctionnement les pompes du circuit de refroidissement pour éviter toute surchauffe, voire une fusion du cœur.

### Ajustement de la production d'énergie à la demande

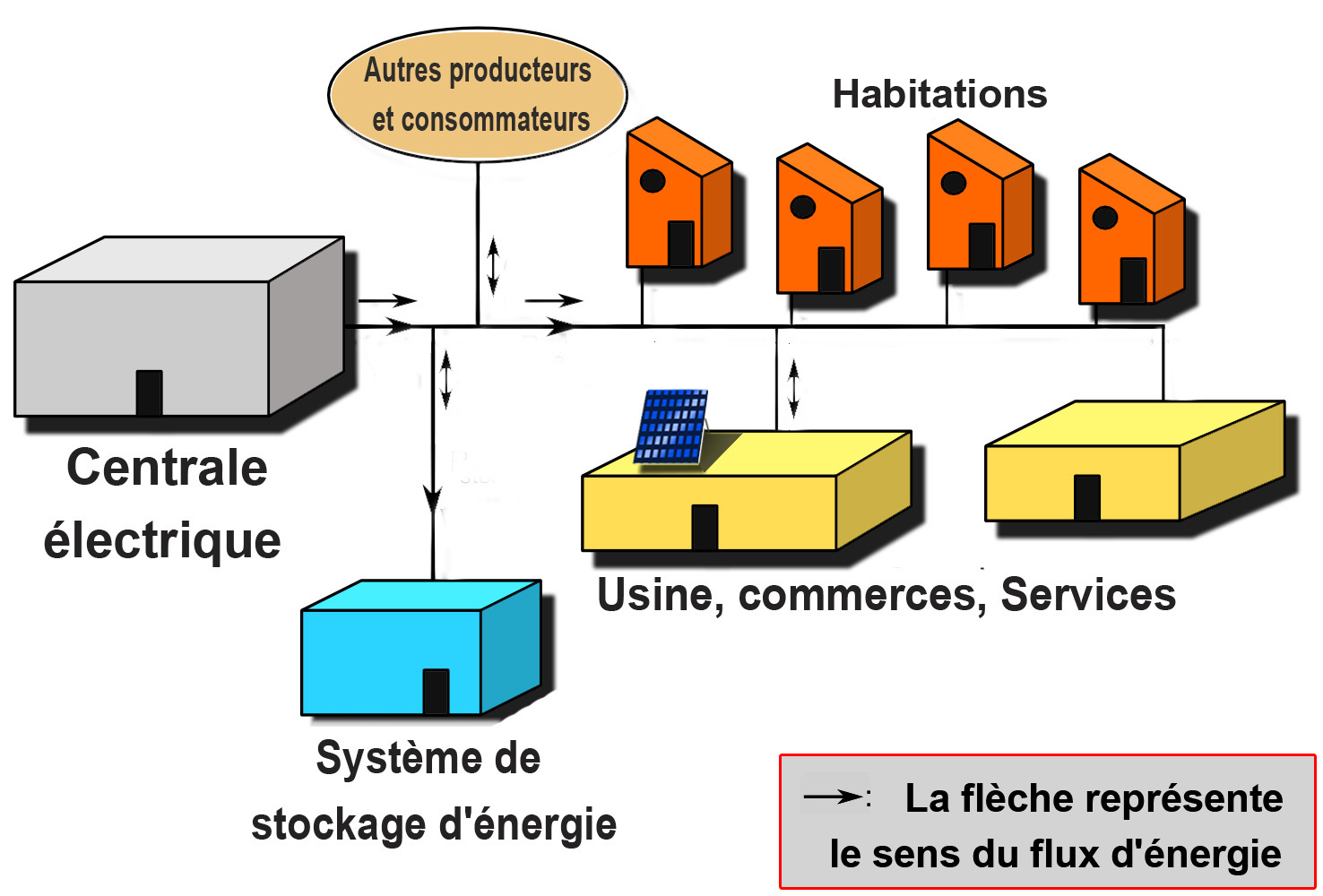
Schéma de principe simplifié d'un système intégré de stockage dans un réseau électrique, de type stockage d'énergie de réseau.

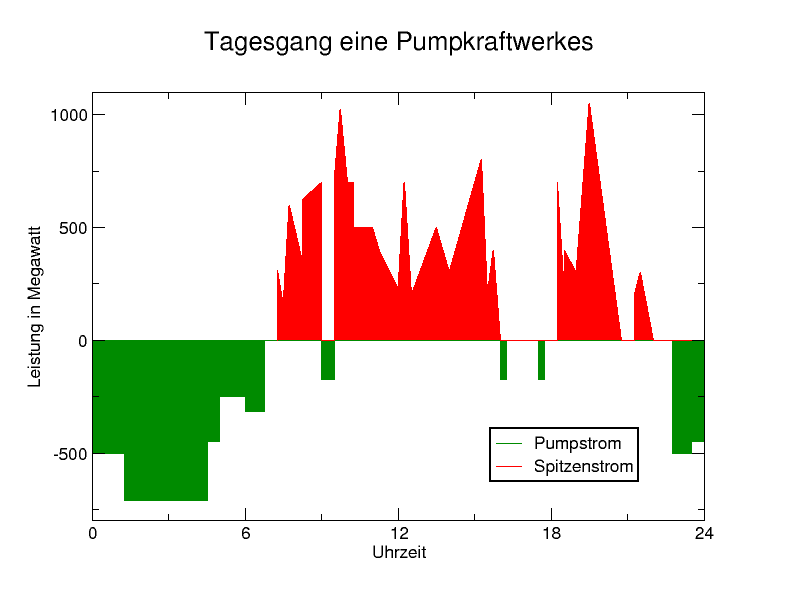
Profil journalier de production d'une centrale de pompage-turbinage : en vert le pompage, en rouge le turbinage.

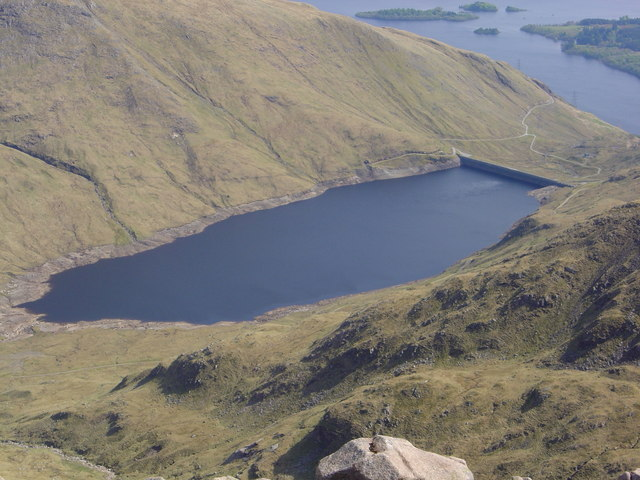
Réservoir supérieur de la centrale de Cruachan en Écosse, au premier plan ; au second plan, le Loch Awe, qui sert de réservoir inférieur.

L'ajustement de la production d'électricité à la demande se fait pour l'essentiel par l'utilisation de moyens de production modulables à volonté, en particulier les centrales à gaz ; des contrats d'effacement passés avec les consommateurs capables d'arrêter tout ou partie de leur consommation pendant les périodes de forte demande contribuent également, de façon encore marginale, à cet ajustement. Il est envisagé d'aller plus loin dans la maîtrise de la demande en énergie grâce aux réseaux électriques intelligents.
Des moyens de stockage sont aussi utilisés, comme les stocks de charbon ou de gaz sur le site des centrales électriques. Les principaux moyens de stockage de l'électricité sont :
- les barrages hydroélectriques, en particulier ceux des centrales de pompage-turbinage ;
- les stocks souterrains de gaz.

Les centrales hydroélectriques dotées de réservoirs représentent en France, en 2012, 70 % de la puissance du parc hydroélectrique, mais seulement 48 % de la production ; les 52 % restants (centrales « au fil de l'eau ») ne sont pas modulables, et font partie avec les éoliennes et le solaire des énergies renouvelables à production dite « fatale » au sens où elle n'est pas maîtrisable ni modulable.
Parmi les centrales dotées de réservoirs, les centrales de pompage-turbinage, dont, en France, les six principales totalisent 4 173 MW en 2012, jouent un rôle crucial dans l'ajustement offre-demande en utilisant les excédents de production d'heures creuses pour pomper de l'eau de leur réservoir inférieur vers leur réservoir supérieur, créant ainsi une réserve d'énergie potentielle qui peut ensuite être utilisée pour couvrir une partie de la demande en heures de pointe.
Les stocks de gaz jouent un rôle majeur dans le fonctionnement du système gazier : ils permettent d'adapter le débit de fourniture du gaz aux variations de la demande, en particulier à ses variations saisonnières. Par exemple, en France, Storengy, filiale d'Engie, et Teréga, ancienne filiale de Total, gèrent respectivement treize sites (114 TWh de capacité de stockage) et deux sites (30 TWh), soit au total 30 % des importations nettes de gaz en 2012 ; douze sites sont en nappe aquifère, trois en cavités salines ; durant la vague de froid observée au début du mois de février 2012, les stockages ont fourni jusqu'à 60 % de l'approvisionnement national.

### Compensation de l'irrégularité de la production des énergies intermittentes

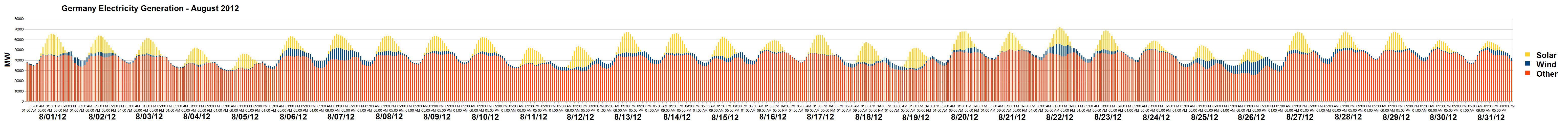
Production horaire allemande en août 2012 :
solaire
éolien
autres

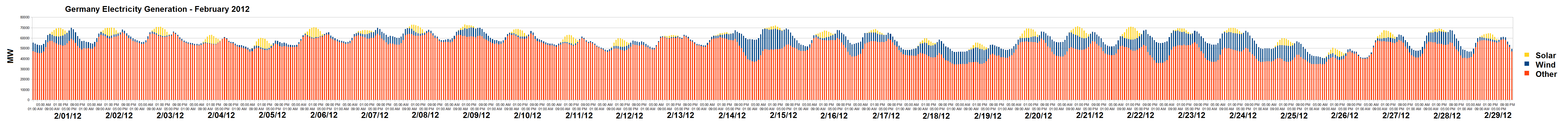
Production horaire allemande en février 2012 :
solaire
éolien
autres

L'irrégularité de la production des centrales « au fil de l'eau » est depuis longtemps compensée par l'utilisation de moyens de production modulables ainsi que par les stocks des barrages hydroélectriques.
La montée en puissance de deux nouvelles catégories d'énergies renouvelables à production fatale (non modulables ni maîtrisable), l'éolien et le solaire, a donné une dimension nouvelle aux besoins de stockage d'électricité.
Le Danemark a ainsi pu porter sa production éolienne au pourcentage record de 33 % de sa production électrique en 2013 grâce à l'interconnexion de son réseau, par plusieurs câbles sous-marins, avec ceux de la Suède et de la Norvège ; cela lui permet, dans le cadre du marché de l'énergie scandinave Nordpool, de vendre à ces deux pays ses excédents éoliens en périodes ventées, lesquels réduisent alors leur production électrique, stockant de l'eau dans leurs barrages, qu'ils utilisent pour revendre de l'hydroélectricité au Danemark en période peu ventée. L'objectif du Danemark est de porter à 50 % en 2020 la part de l'éolien ; des méthodes de maîtrise de la demande en énergie et l'utilisation des réseaux électriques intelligents sont à l'étude pour moduler par exemple la charge des batteries des véhicules électriques ainsi que le fonctionnement des pompes à chaleur en fonction de la production éolienne.
D’autres pays, comme l'Allemagne et le Royaume-Uni, n’ont pas la chance de disposer d’un potentiel hydroélectrique significatif. Ils ont donc construit des centrales de pompage-turbinage de 6 352 MW en Allemagne et d'au moins 2 828 MW au Royaume-Uni. En 2015, les plus récentes dataient de 1984 et de 2003, respectivement la centrale de Dinorwig au Royaume-Uni et la centrale de Goldisthal en Allemagne. Elles étaient les dernières à être terminées ; les autres constructions rencontrent des « conflits locaux », car elles sont considérées comme des perturbations à la qualité du cadre de vie et de loisir, ainsi que des « conflits régionaux », car elles doivent prendre en compte les nuisances pour l’environnement résidentiel.
Les ministres responsables de l'énergie des trois pays alpins (Allemagne, Autriche et Suisse), réunis le 5 mai 2012, ont déclaré qu'à l'avenir, le développement des énergies renouvelables pour la production d'électricité ne pourrait pas se faire sans un renforcement correspondant des capacités de transport et de stockage, et que la seule technique de stockage à grande échelle alors disponible est celle des centrales de pompage-turbinage. Ils se sont engagés à coordonner leurs efforts pour promouvoir cette technique. Les associations professionnelles du secteur électrique des trois pays ont lancé, en commun, une initiative pour promouvoir le pompage-turbinage, en réclamant des gouvernements des mesures de facilitation réglementaires et fiscales. Les capacités de pompage-turbinage de l'Europe sont en 2012 de 45 GW (170 centrales), dont 75 % dans huit pays, en tête desquels figurent Allemagne, France, Espagne, Italie, Suisse et Autriche ; d'ici 2020 sont prévus environ soixante projets pour 27 GW, surtout en Espagne et dans les trois pays alpins qui prévoient d'ajouter à leurs 12,5 GW actuels (6,5 GW en Allemagne, 4,3 GW en Autriche et 1,7 GW en Suisse) 11 GW supplémentaires d'ici 2020 (4 GW en Allemagne, 3,5 GW en Autriche et 3,5 GW en Suisse),.
De nombreux projets très divers sont à l'étude, en particulier pour le stockage de l'hydrogène, ou encore l'utilisation des batteries des véhicules électriques pour stocker les excédents éoliens ou solaires en modulant leur recharge grâce aux réseaux électriques intelligents, dans la lignée des idées de la troisième révolution industrielle lancées par Jeremy Rifkin. En France, le Projet Ringo de stockage sur batteries de type lithium-ion NMC (nickel, manganèse, cobalt) à forte densité énergétique, initié par RTE en 2019, vise à expérimenter le lissage de surplus ponctuels de production éolienne et solaire,,.
Jean-Marc Jancovici fait remarquer qu'au niveau mondial, la production électrique est de 23 000 TWh/an, alors que la totalité des réserves connues de lithium permettrait, selon Fabien Perdu, chercheur spécialiste de la question des batteries au CEA, de réaliser environ 250 TWh de stockage (une seule fois) ; ce qui ne représente que cinq jours de consommation mondiale. Ces valeurs ne sont pas suffisantes pour que l’on puisse envisager de faire du stockage inter-saisonnier sur batteries : il faudrait être en mesure d’accumuler, au moins, un mois de consommation pour garantir l’approvisionnement toute l'année.[réf. nécessaire]
D'autres approches consistent à réguler les appareils à forte consommation (chauffage électrique, eau chaude et système de réfrigération par exemple) pour correspondre aux prévisions de production et éviter les irrégularités de consommation comme les pics du soir en hiver (cf. effacement de consommation électrique) ; cependant, une partie de la consommation ne peut être déplacée (ascenseurs, éclairage, cuisson des aliments, TV, ordinateurs sans onduleurs ni batteries, etc.) et le délai de déplacement est limité à quelques heures : il n'est pas possible d'arrêter le chauffage pendant plusieurs jours sans vent ou sans soleil.
Le stockage de l'électricité à la maison, grâce à une batterie installée à la cave ou dans le garage, se développe avec la production d'électricité à domicile, le plus souvent grâce à des panneaux photovoltaïques fixés sur les toits. En Europe, selon le cabinet Wood Mackenzie, le stockage résidentiel de l'électricité sera multiplié par cinq au cours des cinq prochaines années (2019), pour atteindre 6,6 GWh en 2024. Le marché est concentré en Allemagne, où le gouvernement a encouragé l'essor du solaire résidentiel dès 2013. Les pouvoirs publics ont pris en charge jusqu'à 30 % du coût de l'installation les premières années. Cette part est tombée à 10 % en 2018 et à zéro depuis le 1er janvier 2019. Mais l'impulsion a été suffisante pour que 125 000 foyers s'équipent, d'autant que le prix des panneaux et des batteries a chuté dans le même temps. Selon Wood Mackenzie, le marché du stockage résidentiel peut désormais se développer sans subventions en Allemagne, en Italie et en Espagne, car le prix de l'électricité produite à domicile s'y rapproche de celui qui est commercialisé par les fournisseurs ; en France, l'incitation est moindre, l'électricité vendue par EDF et ses concurrents étant parmi les moins chères du continent.

### Perspectives économiques et sociétales
Associé aux énergies renouvelables, le stockage à un coût économiquement intéressant permettrait d'accélérer la transition énergétique et l'usage généralisé des énergies renouvelables. Alors que le coût de l'énergie solaire a déjà très fortement baissé, la poursuite de cette tendance associée à une baisse importante du coût des batteries ou d'autres modes de stockage de l'énergie permettrait l’avènement de ce qu'Hermann Scheer appelle la « quatrième révolution industrielle ». En effet, selon un rapport de la Deutsche Bank publié en mars 2015, le coût du stockage pourrait être divisé par sept entre 2015 et 2020, passant de 14 à 2 c€/kWh. La baisse conjointe du coût du photovoltaïque et du stockage permettrait d'atteindre 30 % d'énergie photovoltaïque en 2050, selon un autre rapport de la Deutsche Bank de janvier 2015, ouvrant des perspectives nouvelles d'intérêt général en matière de sécurité énergétique et de transition énergétique et écologique. Un coût de stockage de 2 c€/kWh en 2020 et de 4,1 c€/kWh pour le photovoltaïque en 2025 diminuerait le coût du photovoltaïque à 61 €/MWh, le rendant bon marché comparé au coût complet des autres sources d'énergie. Le coût du photovoltaïque pourrait passer, selon un rapport de l'institut Fraunhofer, à 4–6 c€/kWh en 2025 et à 2–4 c€/kWh en 2050.
Cette baisse du prix des batteries permettrait, en outre, l'émergence d'un marché de masse des véhicules électriques en 2020, ce qui permettrait de diminuer la dépendance au pétrole et à moyen-terme de la supprimer, tout en réduisant les émissions de gaz à effet de serre et la pollution.
En 2024, le marché des batteries stationnaires, destinées au stockage d'électricité pour les réseaux électriques ou pour les particuliers, connait une ascension fulgurante : selon Bloomberg New Energy Finance, il se vend désormais une batterie stationnaire pour six batteries destinées à l'industrie automobile, alors que quatre ans auparavant, ce ratio était de 1 pour 15. Tesla, numéro un sur ce marché, a multiplié par plus de deux ses ventes de batteries aux énergéticiens. Les marchés les plus actifs sont les États-Unis, la Finlande, la Suède et l'Allemagne. Engie a installé près de 2 GW de batteries aux États-Unis et vise 10 GW à l'échelle mondiale d'ici à 2030, et TotalEnergies a 400 MW en portefeuille aux États-Unis et vise 5 à 7 GW d'ici à 2030.

## Efficacité énergétique
Sauf pour les moyens naturels de stockage d'énergie ambiante, comme la lumière solaire dans la biomasse, le vent ou la pluie, le stockage d'énergie réversible est associé à l'opération inverse consistant à récupérer l'énergie stockée (le déstockage d'énergie). Ces deux opérations de stockage/déstockage constituent un cycle de stockage. À la fin d'un cycle, le système de stockage retrouve son état initial (idéalement « vide ») ; on a alors régénéré le stockage.
L'efficacité énergétique d'un cycle correspond au rapport entre la quantité d'énergie récupérée sur la quantité d'énergie que l'on a cherché initialement à stocker. Ce rapport est généralement inférieur à un. Pour les moyens naturels de stockage d'énergie ambiante, il peut être considéré comme infini (division par zéro), puisque personne ne fournit l'énergie à stocker, qui est de fait gratuite.
L'efficacité énergétique d'un cycle de stockage d'énergie dépend énormément de la nature du stockage et des systèmes physiques mis en œuvre pour assurer les opérations de stockage et de déstockage. Dans tous les cas, chacune des deux opérations de stockage et de déstockage induit invariablement des pertes d'énergie ou de matière : une partie de l'énergie initiale n'est pas intégralement stockée et une partie de l'énergie stockée n'est pas intégralement récupérée. Mais pour de l'énergie ambiante naturelle, ces pertes influent surtout sur l'amortissement économique des investissements éventuellement nécessaires : la lumière du soleil arrive même si l'humain ne la capte pas.

## Types

### Énergie chimique
À faible échelle, le stockage d'énergie en vue d'une utilisation sous forme électrique consiste principalement en stockage électrochimique (piles et batteries) et électrique (condensateurs et « supercondensateurs »). Il permet de constituer des réserves réduites, mais très importantes sur le plan pratique. Ainsi, outre les applications mobiles courantes (batteries au lithium, batteries de voitures, etc.), cette filière permettrait de doper le stockage d'électricité intermittente (particulièrement d'origine solaire et éolienne). En usage résidentiel,, elle permettrait de stocker et d'autoconsommer la production électrique d'une maison équipée de capteurs solaires photovoltaïques, en l'associant à un réseau électrique intelligent (élément de la Troisième révolution industrielle de Jeremy Rifkin).
Le stockage sous forme d'énergie chimique est très utilisé, dans les batteries par exemple, mais ne représente pas le mode de stockage le plus important, en volume (exprimé en mégawatts-heures, ou MWh)[réf. nécessaire]. Un stockage chimique de masse est également possible à proximité des activités industrielles, qui présente l'intérêt de mieux réguler les émissions anthropiques de carbone. Par exemple, la conversion du CO2 issu des cimenteries ou centrales à flamme en méthane synthétique, à l'aide de catalyseurs, permettrait sa séquestration. On parle de « méthanation » quand du gaz est ainsi produit à partir d'électricité et non de fermentation (par métabolisme méthanogène). Areva effectue à ce sujet des recherches avec un GIE qui regroupe Eurodia, Air liquide et Engie, avec l'idée d'utiliser de l'électricité nucléaire.

#### Biomasse issue de l'énergie solaire
La production de molécules riches en énergie issues de l'énergie solaire (photosynthèse) et facilement utilisables est à la base de la vie. L'homme récupère cette énergie stockée naturellement sous diverses formes, toutes combustibles :
- le bois, avec des durées de renouvellement de dizaines d'années ;
- les huiles telles que colza, maïs, etc., avec un rythme annuel[b] ;
- les sucres et l'amidon permettant de produire du bioéthanol (rythme annuel) ;
- le charbon, le pétrole et les gaz pétroliers, avec des durées de renouvellement de centaines de millions d'années (donc non renouvelables à l'échelle d'une vie humaine), selon la théorie de la formation du pétrole la plus commune qui fait provenir le pétrole de l'agrégation et de la transformation de biomasse ancienne enterrée et transformée par des processus complexes souterrains.

La combustion restant le processus énergétique le plus courant, le stockage de combustible est le plus développé[réf. nécessaire]. La plupart des États disposent de réserves stratégiques de pétrole et/ou de charbon. Ces combustibles fossiles sont complétés par le bois énergie, dont on fait des stocks pour l'hiver, et les agrocarburants.
Les productions et le stockage d'énergie sous forme de biomasse nécessitent plusieurs mois et sont d'une efficacité énergétique faible : la photosynthèse ne récupère qu'environ 1 % de l'énergie solaire disponible et implique, de surcroît, des coûts énergétiques d'exploitation non négligeable (culture, transport, transformation et combustion des végétaux).
L'usage des dérivés pétroliers et de la biomasse comme carburant ne tire pas profit des intéressantes propriétés des molécules produites par les êtres vivants. Pour la biomasse renouvelable, se pose le problème de la concurrence avec la production alimentaire.
Quant aux stocks de charbon, de pétrole ou de gaz pétrolier, leur constitution s'est étendue sur des millions d'années, à partir de l'énergie solaire, et moins efficacement encore que la biomasse renouvelable. Elle n'a plus lieu actuellement. Il s'agit donc d'un stock non renouvelable.
Pour toutes ces raisons, la biomasse est un mode de stockage qui n'a pas encore atteint toute sa maturité.

#### Potentiel électrochimique et électricité

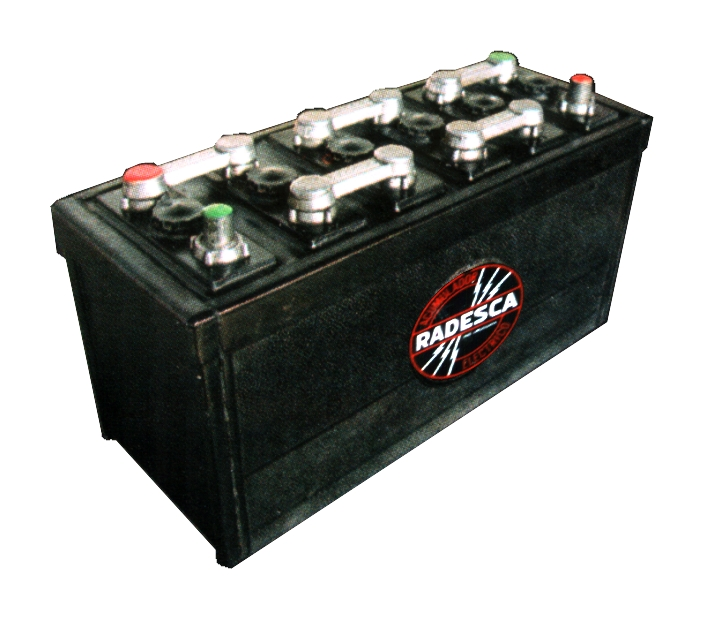
La batterie d'accumulateurs est le mode le plus courant de stockage d'électricité, sous forme chimique.

L'électricité est une énergie secondaire et un vecteur d'énergie, résultant d'une transformation d'énergie primaire. Une fois produite, elle est instantanément consommée ou perdue. Elle n'est pas directement stockable (sauf dans un condensateur) et doit donc être convertie en une autre forme d'énergie pour être stockée.
Le stockage massif d'électricité par des accumulateurs électrochimiques géants n'a jamais été tenté. Ces accumulateurs seraient lourds, chers et à durée de vie limitée. Ils poseraient aussi des problèmes de pollution (acides et métaux lourds) en fin de vie et des risques d'incendie voire d'explosion hors de leurs conditions normales d'usage.
En revanche, de nombreux systèmes déconnectés du réseau de distribution d'électricité utilisent des batteries d'accumulateurs ou de piles. Il s'agit souvent de petits appareils (électroménagers, électronique ou électronique embarquée). Les batteries au lithium sont courantes dans les applications portables électroniques, à plus de 95 % pour les téléphones, les ordinateurs portables, les caméscopes et appareils photographiques, avec 1,15 milliard de batteries au lithium mises sur le marché en 2003.
Depuis les années 2010, ces applications connaissent un regain d'intérêt à propos des véhicules électriques. Les vélos et véhicules électriques et hybrides utilisent de plus en plus des accumulateurs au lithium (solutions LiPo et LMP principalement).
Les condensateurs de moyenne et grosse capacité, de types condensateurs chimiques ou supercondensateur, sont un autre moyen de valoriser les couples électrochimiques pour stocker de l'énergie, très courants dans les appareils et machines électriques avec ou sans électronique embarquée.
Des batteries à base de lithium-fer-phosphate (LFP) en nanoparticules. C'est le projet de la filiale Aquitaine « Energy Factories », d'Hydro-Québec, créé à Lacq avec la région Aquitaine. Ces matériaux sont abondants et peu chers. Ces batteries stockeraient dix fois mieux l'énergie que les « lithium-ion » ; supportant 30 000 cycles de rechargements, contre 1 000 pour des batteries lithium-ion. Leur durée de vie serait de dix ans, contre trois ans pour les batteries lithium-ion. Elles permettraient d'ici à cinq ans, 500 km d'autonomie pour une voiture électrique. L'objectif est de produire cinq millions de cellules de batteries par mois, ce qui diviserait leur prix par trois ou cinq ; la production devrait démarrer en 2017. Au total, 545 millions d'euros devraient être investis en six ans. Le Commissariat à l'énergie atomique et aux énergies alternatives et le groupe Arkema se sont associés au projet.
Les développements techniques portent sur les matériaux des batteries elles-mêmes, avec par exemple l'utilisation de nanotechnologies. À titre d'exemple, en 2017, NaWa Technologies s'apprête à industrialiser la production de batteries au carbone ; la société annonce des temps de recharge 1 000 fois plus courts que pour une batterie classique, avec un million de cycles de charge. Nanomakers, une startup issue du CEA, cherche à améliorer la densité des anodes en utilisant une nanopoudre de carbure de silicium au lieu du graphite pour rendre les batteries lithium-ion environ « dix fois plus performantes » et prévoit des résultats pour fin 2017.
Le stockage d'énergie tend à monter en capacité et en réactivité (temps de réaction de l'ordre de la milliseconde annoncé). Par exemple, la société Akuo Energy a mis en service une batterie rapide de 4 MWh à l'île Maurice.
Un débat existe quant à l'intérêt de faire du stockage d’électricité une activité concurrentielle (tendance encouragée par la libéralisation du marché de l'énergie), ou non-concurrentielle (afin de pallier les défaillances du marché notamment dans les contextes de « congestions sur le réseau, systèmes isolés, pouvoir de marché »).

#### Méthanol
En 2021, le méthanol est essentiellement produit à partir de combustibles fossiles ; son coût de production est élevé et le volume produit est marginal, mais une transition vers un méthanol d'origine renouvelable, produit à partir de biomasse ou synthétisé à partir du dihydrogène et du dioxyde de carbone, pourrait accroitre son utilisation.

#### Gaz
L'énergie disponible peut être utilisée pour synthétiser des gaz combustibles, à partir de molécules moins riches en énergie (ou moins pratique à utiliser). Le méthane ou l'hydrogène ou même un produit intermédiaire comme l'ammoniac, sont envisagés.

##### Méthane
Dans la perspective d'une transition vers des énergies renouvelables, des chercheurs de l'entreprise autrichienne Solar Fuel Technology (Salzbourg), en coopération avec l'institut Fraunhofer de recherche sur l'énergie éolienne de Leipzig (IWES), le centre de recherche sur l'énergie solaire et l'hydrogène de Stuttgart (ZSW) et l'université de Linz ont mis au point une solution de stockage de l'énergie sous forme de méthane,. L'énergie électrique excédentaire d'origine éolienne ou photovoltaïque est utilisée pour décomposer de l'eau en dihydrogène et dioxygène, puis le dihydrogène est combiné au dioxyde de carbone par méthanation (réaction de Sabatier).
L'un des principaux intérêts de ce procédé est d'utiliser les infrastructures (réservoirs et conduites de gaz) existantes, dont la capacité de stockage serait suffisante pour couvrir les besoins de méthane de l'Allemagne pendant plusieurs mois, par exemple pendant les périodes où le solaire et l'éolien ne peuvent couvrir les besoins énergétiques.
Un consortium industriel français conduit par le transporteur gazier GRTgaz, filiale du groupe Engie, a lancé officiellement début décembre 2015 un démonstrateur baptisé « Jupiter 1000 », situé à Fos-sur-Mer (Bouches-du-Rhône). Il s'agit de stocker de l'électricité sous forme de gaz naturel. Ce procédé de conversion d'électricité en gaz (en anglais power to gas) consiste à utiliser l'électricité pour procéder à une électrolyse de l'eau et obtenir de l'hydrogène, qui sera ensuite combiné à du CO2, pour être transformé en méthane de synthèse par une unité de méthanation conçue dans le cadre d'un partenariat technologique entre le Commissariat à l'énergie atomique et aux énergies alternatives et Atmostat. Ce méthane de synthèse sera injecté dans le réseau de distribution de gaz. Le démonstrateur, dont la mise en service était prévue pour mi-2018 à la fin de l'année 2015, aura une puissance électrique de 1 MW pour un investissement de 30 millions d'euros.

##### Hydrogène
L'hydrogène est un vecteur énergétique, c'est-à-dire qu'il est notamment utilisé comme moyen de transporter l'énergie. Bien que la majorité de l'hydrogène actuellement produit provienne d'hydrocarbures et soit directement consommé, il est envisagé comme vecteur de stockage dans le cas d'une production par électrolyse de l'eau. L'hydrogène peut être stocké et transporté, pour utilisation dans une pile à combustible stationnaire ou embarquée dans des véhicules, pour injection dans un réseau de gaz, ou comme carburant. Il peut aussi être utilisé pour « stocker » des énergies intermittentes (éolien, solaire) dans des zones isolées du réseau.
Le stockage énergétique peut être réalisé sous plusieurs formes, à l'efficacité de conversion souvent faible.

###### Hydrogène gazeux
Le stockage sous forme gazeuse est le plus simple technologiquement, mais il présente des inconvénients. La plupart des matériaux sont en effet poreux vis-à-vis de l'hydrogène (phénomène de diffusion intra-atomique dû à la très faible taille du noyau d'hydrogène, il passe au travers des mailles cristallines des métaux et de la matière condensée en général), ce qui génère des pertes lors d'un stockage de longue durée. De plus, ce mode de stockage nécessite une masse et un volume de stockage importants, et une compression très coûteuse sur le plan énergétique. Néanmoins, le stockage à 350 bar et à 700 bar dans des matériaux composites permet d'alimenter des flottes expérimentales de véhicules en Europe depuis 2000, notamment les autobus des projets européens Ectos, CUTE, Hyfleet Cute et CHIC,,.

###### Hydrogène liquide
La liquéfaction de l'hydrogène (vers −252 °C) permet de pallier partiellement le problème de volume du stockage gazeux (bien que la densité de l'hydrogène liquide ne soit que de 70 g/l), mais nécessite de refroidir l'hydrogène et de le conserver à très basse température : ce stockage est complexe, très consommateur d'énergie et éventuellement dangereux. Il est réservé en général aux applications spatiales, mais est aussi utilisé dans des voitures à hydrogène liquide, comme un prototype de la BMW série 7.

###### Stockage sous forme de composés
Le stockage sous forme de composés physiques ou chimiques permet de libérer facilement le gaz, par :
- l'utilisation de nanotubes de carbone et d'autres procédés nanotechnologiques ;
- les hydrures métalliques : magnésium[49] et autres métaux légers (titane, aluminium…). Cette technique arrive au stade commercial dans les années 2010 : la société McPhy Energy signe en juin 2015 un contrat de 6,4 millions d’euros avec le propriétaire d’un parc éolien de 200 MW situé en Chine dans la province du Hebei, pour valoriser les surplus d’électricité produits au moyen de deux lignes de production et de stockage d’hydrogène, composées chacune d’un électrolyseur de 2 MW et d’une unité de stockage d'hydrogène solide transportable[50] ;
- l'acide formique, qui par un procédé utilisant du fer comme catalyseur se décompose en dihydrogène et en dioxyde de carbone[51]. Cette voie catalytique permettrait d'obtenir 53 grammes d'hydrogène pur par litre d'acide formique aux conditions normales de température et de pression, contre 28 grammes pour de l'hydrogène comprimé à 350 bars.

###### Stockage dans le réseau de gaz naturel
Une alternative prometteuse est d'introduire (en une sorte de stockage diffusif) de l'hydrogène dans le réseau public de gaz naturel, qui peut en recevoir sans aucun problème jusqu'à 5 %. Cette solution sera expérimentée en 2013 (360 m3 de H2 injectés par heure) par le groupe E.ON dans le nord-est de l'Allemagne (à Falkenhagen) dans une installation pilote. En portant la proportion de 5 à 15 %, ce qui semble techniquement faisable, « la totalité de la production actuelle (2011) d'électricité d'origine renouvelable pourrait être stockée dans le réseau gazier allemand ».
Le projet Grhyd, lancé en 2014 par Engie et dix partenaires, a été connecté au réseau de gaz de la communauté urbaine de Dunkerque et y a injecté le 12 juin 2018 les premières molécules d'hydrogène produites par conversion d'électricité en gaz, qui utilise l'électricité de source éolienne pour électrolyser de l'eau. L'hydrogène est stocké sous forme solide (hydrures) par le procédé McPhy, puis injecté dans le réseau à un taux qui pourra varier jusqu'à 20 %, par dérogation à la réglementation française qui le limite à 6 %.

### Énergie mécanique
Le stockage sous forme d'énergie mécanique consiste à transformer l'énergie excédentaire sous forme d'énergie potentielle ou cinétique.

#### Énergie potentielle
L'énergie est stockée sous forme d'un fluide (eau ou air comprimé) ou de masses solides.

##### Hydraulique
Les barrages hydrauliques constituent des réserves d'eau qui, en tombant dans des conduites, actionnent des turbines, convertissant leur énergie potentielle de pesanteur en énergie mécanique fournie aux générateurs d'électricité.
Une optimisation du système consiste à réutiliser l'eau conservée dans un réservoir aval ou issue d'un fleuve au pied de la centrale hydroélectrique. La remontée d'eau par pompage-turbinage dans des lacs de barrages, ou autres réservoirs surélevés, permet de stocker l'énergie quand il y a surproduction d'électricité. Cette technique, déjà très utilisée pour la régulation et l'équilibrage des réseaux électriques, est mise en œuvre au moyen de stations de transfert d'énergie par pompage, ou STEP. La courbe de charge quotidienne, c'est-à-dire le besoin en électricité, peut ainsi être « lissée » : de l'eau est pompée et remontée vers les barrages d'altitude quand la demande sur le réseau est faible (pendant les heures creuses, la nuit et le week-end notamment), en utilisant la production excédentaire de sources d'énergie non ajustables (Hydroélectricité au fil de l'eau, solaire, éolien…) ou peu chères (nucléaire) ; pendant les pics de consommation, cette eau redescend sous pression et produit à nouveau de l'électricité.
Ce dispositif électromécanique réversible, qui produit de l'électricité en turbinage et en consomme pour remonter de l'eau par pompage, a une assez bonne efficacité énergétique, de l'ordre de 75-80 % pour un cycle de pompage-turbinage, et aux bornes de l'usine, en tenant compte des pompes/turbines qui consomment la plupart de l'énergie dépensée, des pertes de charge dans la conduite, des pertes des moteurs/alternateurs (dont le rendement avoisine 98 %) et des transformateurs. En revanche, relativement peu de lieux conviennent à de telles installations, le réservoir de stockage devant être significatif et le dénivelé entre les barrages/réserves d'eau inférieur et supérieur important.
La centrale de ce type la plus puissante, celle de Bath County aux États-Unis, atteint 3 003 MW, et la plus puissante d'Europe, celle de Grand'Maison, 1 800 MW. S'y ajoutent 14 centrales de plus de 1 000 MW en cours de construction ; 20 centrales européennes de puissance plus modeste sont également mentionnées, dont 12 dépassent 500 MW.
On utilise aussi une variante de ce dispositif dans la centrale marémotrice de la Rance, en France : à marée haute, l'eau n'est pas stockée passivement, mais pompée pendant les heures creuses pour augmenter la réserve, puis elle est relâchée avantageusement à marée basse. L'eau est ainsi montée de quelques mètres, puis chute sur une dizaine de mètres de plus.
Une autre variante consiste à installer une centrale en bord de mer (STEP marine), au pied d'une falaise. Sur cette falaise est aménagé un réservoir dans lequel l'eau de mer est pompée pendant les périodes de vent fort ou de faible demande, eau qui sera turbinée pendant les périodes de faible vent ou de demande élevée. Une telle centrale est en fonctionnement dans l'île japonaise d'Okinawa, qui peut fournir 30 MW sur une chute de 150 m et de nombreux projets sont en cours d'évaluation, par exemple en France pour les DROM (en Guadeloupe, dans un projet de 50 MW pour 50 m de hauteur de chute, et à la Réunion), sur les côtes de la Manche et en Bretagne. Un projet détaillé a été réalisé par l'INP-ENSEEIHT, école publique d'ingénieurs, qui conclut à sa faisabilité technique, à son impact environnemental réduit, mais à son absence de rentabilité dans les conditions du moment, conclusion qui pourrait changer avec le coût croissant des contraintes dû à l'intégration dans le réseau de la production des éoliennes.
Enfin, en l'absence de falaises, des atolls artificiels ont été envisagés, cernés de digues de 50 m de haut, la mer proche constituant alors le second réservoir,.

##### Masses solides

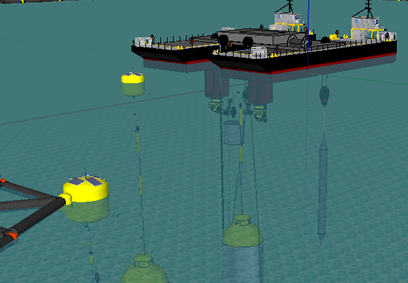
Barge de stockage d'énergie avec un lest auto flottant.

Il est possible de stocker de l'énergie potentielle de pesanteur sous forme de masses solides dont la position peut varier selon un gradient de hauteur. Ce principe est par exemple mis en œuvre dans les pendules telles que « l'horloge comtoise », avec des masses que l'on remonte. Les différences de hauteur peuvent être exploitées par exemple le long d'un relief escarpé comme des falaises, dans des puits de mines désaffectés ou en mer, en exploitant la différence de hauteur entre la surface et le fond de la mer.
Un treuil peut alors être utilisé pour monter ou descendre les masses une à une. Ce treuil est relié à une machine électrique tournante fonctionnant en mode moteur pour remonter les masses (stockage, consommation d'électricité) ou en mode générateur en descendant les masses (déstockage, production d'électricité).

###### Barges flottantes
La société Sink Float Solutions propose un dispositif maritime permettant de maintenir les masses en surface lorsqu'elles sont en position haute et ainsi exploiter des différences de hauteur de plusieurs milliers de mètres tout en multipliant le nombre des masses et ainsi réduire le coût d'investissement d'un tel dispositif de stockage. Un document technique publié sur son site annonce qu'il est ainsi possible, sans barrières technologiques, de stocker de l'énergie électrique pour un investissement inférieur à 25 $/kWh avec une efficacité énergétique globale supérieure à 80 % et ainsi de réduire considérablement le coût du stockage par rapport à une station de pompage turbinage[réf. à confirmer]. Dans le cas de ce dispositif, les masses comprennent une cavité remplie d'air dont le volume pourra se remplir d'eau au fur et à mesure que ces masses descendront et que la pression correspondante comprimera l'air qu'elles contiennent.
Toutefois, ce système nécessiterait des profondeurs supérieures à mille mètres, ce qui conduirait dans certains cas à devoir installer ces systèmes loin de côtes.

###### Puits de gravité
La société Gravity Power a imaginé d'installer des masses insérées dans un puits de l'ordre de 500 m de profondeur. Le système de récupération de l'énergie serait hydraulique. Un piston lourdement lesté fait pression sur l'eau du puits en période de production ; l'eau ainsi refoulée permet d'actionner un générateur d'électricité au sein d'un circuit hydraulique. Pour le stockage, la pression hydraulique est inversée et fait remonter le piston.

###### Trains montant une rampe
La start-up californienne ARES (Advanced Rail Energy Storage) propose de stocker l'énergie potentielle dans un système de train montant une rampe de l'ordre de 7 % sur une dizaine de kilomètres. L'impact paysager serait assez faible et le nombre de sites disponibles assez élevé. L'avantage par rapport aux puits ou aux barges flottantes est son caractère modulable, le nombre de wagons et donc les masses servant au stockage étant adaptable, ainsi que la facilité à étendre la distance de travail sur une dizaine de kilomètres, sans avoir à creuser un puits profond ou emmener une barge loin au large. Cela compenserait l'inconvénient de la faible pente. Un intervalle de sept secondes entre la production et le stockage rendrait des services importants pour la gestion des réseaux. Un tel projet pourrait voir le jour dans le Nevada en 2017.

###### Micro-systèmes à gravité
Une lampe électroluminescente associée à une masse que l'on remonte toutes les vingt minutes, et qui en descendant fournirait de quoi alimenter la LED, a été proposée par le projet de coopération GravityLight. Ce système est rendu possible grâce à la très faible consommation de l'éclairage LED. Peu coûteux, fiable et durable car dépourvu de batteries, il permettrait à des populations vivant dans des pays pauvres de s'éclairer sans avoir à utiliser des combustibles polluants et responsables d'incendies et de brûlures. Il suffit d'accrocher un sac d'une douzaine de kilogrammes à une hauteur d'environ 1,80 m. Le système GravityLight a été testé dans 26 pays et devrait être fabriqué au Kenya,,.

##### Compression de fluide
La compression de l'air implique de gérer son échauffement en compression et son refroidissement à la détente, mais combiné à une pompe à chaleur, le procédé peut alors être source de chaleur et de froid respectivement. Le stockage en bouteille revient en 2015 à 200 €/kWh selon la société Airthium. Le stockage géologique d'air comprimé (dans d'anciennes carrières de sel, pour des immeubles ou entreprises) ferait chuter ce coût à 50 €/kWh de capacité, selon un projet qui pourrait voir le jour en 2017.

###### Air comprimé

Système sous-marin avec récupération de la chaleur (projet).

L'air comprimé peut être utilisé pour produire un travail mécanique et représente une part importante (environ 10 %) de la consommation d'électricité de l'industrie européenne. L'électricité peut ainsi alimenter des compresseurs en période de faible demande, puis l'air comprimé être utilisé en période de forte consommation, par exemple au moyen d'un turbo-alternateur. Cette solution, dénommée CAES (en) (de l'anglais Compressed Air Energy Storage), utilise une technique éprouvée et des moyens de stockage banals et peu couteux (nul besoin de lithium, nickel, terres rares, etc.), et présente peu de contraintes environnementales. La plage de quantité d'énergie stockée est large. L'air comprimé, en se refroidissant à la détente, peut également servir à rafraichir[réf. nécessaire]. En revanche, la capacité volumique de stockage est faible et l'efficacité énergétique sur un cycle est bien plus mauvaise que celles d'autres solutions.
Diverses solutions sont testées ou explorées pour stocker l'énergie intermittente des sources renouvelables :
- des installations de compression et décompression par une turbine ont été mises en place ou sont en projet à McIntosh dans l'Alabama (États-Unis)[70] et dans l'Iowa[71], bien que l'efficacité énergétique ne soit que d'environ 40 %. L'efficacité énergétique modeste est due au fait que la compression échauffe le gaz ; cette énergie thermique peut toutefois être récupérée (cogénération air comprimé + chaleur)[72] ;
- la société RWE (projet ADELE) travaille à des solutions à plus grande échelle, à travers le projet SustainX[73], qui régule la température de l'air lors de la compression en y injectant une mousse ayant vocation à limiter la hausse de température à 50 °C[74] ;
- des cavernes, catiches, d'anciennes mines ou d'anciennes carrières réaménagées pourraient être des lieux de stockage selon une étude de 2013 de l'IFP Énergies nouvelles[75] ; le stockage en cavités salines comme celles développées par la société Géosel s'avère particulièrement adapté au stockage de grande quantité d'air comprimé ;
- une variante du système précédent, consistant à stocker l’air comprimé dans un réservoir sous-marin profond (1 000 à 2 000 m), a été envisagée au Royaume-Uni et a reçu le soutien du producteur d’électricité E.ON[76] ;
- pour l'automobile, l'« Hybrid Air » a été testé chez Peugeot et Citroen comme alternative à l'hybride électrique[77]. Son élément central était un accumulateur oléo-pneumatique (hydro-pneumatique) à l'azote, dont la capacité de stockage relativement faible le destinait à un usage urbain (arrêts et démarrages très fréquents, comme les « micro-hybrides » actuels). Le développement a été arrêté en raison des difficultés financières du groupe et de l'absence d'accès aux subventions dont profitent les véhicules électriques[78] ;
- une solution dite « air comprimé isotherme »[79] ou « Advanced Adiabatic Compressed Air Energy Storage » (ou AA-CAES), processus adiabatique, c'est-à-dire sans échanges de chaleur entre le système de compression/décompression et le milieu extérieur), est testée aux États-Unis par LightSail Energy (une start-up californienne), en Allemagne[80] (trois fois moins chère selon LightSail Energy par rapport aux batteries disponibles en 2015). Cette technique pourrait être testée en France par le groupe AIA[c], de l'échelle industrielle à celle d’un mobilier urbain « autonome »[81], ce qui d’après LightSail Energy permet de porter l’efficacité thermique du procédé à 85-90 %. La décompression de l'air peut aussi générer une énergie mécanique (par cogénération) utilisable dans la ville ou le bâtiment ; l'énergie emmagasinée pourrait être restituée « sous quatre formes, électricité, chaleur, froid et air, en fonction des besoins des occupants du bâtiment et de leurs activités »[79], éventuellement combinée à une pompe à chaleur pour par exemple, refroidir un datacenter ou des panneaux photovoltaïque ou réchauffer une piscine. AIA a breveté fin 2014 une solution de stockage des énergies renouvelables à l'échelle d'un bâtiment, qu'il compte décliner en 2015 sous cinq formes et échelles : centrale solaire photovoltaïque, parc éolien, fermes agro-énergétiques, immeubles producteurs d'énergie, maisons individuelles non reliées au réseau, le mobilier urbain autonome[81]. Des solutions clés en main (en conteneurs standards) pourraient être livrées aux industriels ou être installées dans les colonnes montantes, planchers alvéolaires, sous-sols de bâtiments, voire dans des cavités souterraines pour les grandes installations[81],[d],[82],[83] ;[passage promotionnel]
- en 1995, Airthium annonce aussi en France un compresseur à 350 bars, de la taille d'une boite à chaussure, mais pouvant encore être miniaturisé, et au rendement dépassant 70 %[81], projet porté par Andrei Klochko et le Laboratoire de physique des plasmas de l’École polytechnique, qui a reçu le prix Gérondeau/Zodiac Aérospace.

###### Air liquide
La société Highview Power (en) démarre en juin 2020 la construction d'une unité de stockage d'électricité sous forme d'air liquide d'une capacité de 250 MWh à Trafford Park près de Manchester (Royaume-Uni). Son coût est évalué à 85 M£ et sa mise en service prévue en 2022.

###### Azote liquide
L'azote liquide avec compression isotherme : un démonstrateur a été réalisé pour stocker l’énergie sous forme d'azote liquide par Nergitec France. Celui-ci présente une densité énergétique plus importante que l'air comprimé pour un coût de stockage moins élevé. En effet, l'air comprimé demande de grandes quantités de fibres de carbone pour que les réservoirs puissent résister à la pression alors que l'azote liquide peut être stocké à une pression proche de la pression atmosphérique.
L'azote est produit à partir de l'air grâce à du charbon dont la taille des pores est égale à la taille de la molécule d’oxygène ; l'air traverse le charbon qui capte l'oxygène, il en ressort de l'azote ; lorsque le charbon est saturé d’oxygène, un coup d'air comprimé nettoie le charbon pour recommencer le cycle indéfiniment. Il est vrai que la production de l'azote à partir de l'air consomme un peu d'énergie, mais elle permet le stockage d'énergie renouvelable. En effet, au printemps et en été, en Europe, la production d’énergie solaire dépasse la demande. L'azote liquide permet de stocker de grandes quantités d'énergie à un coût énergétique et économique moins élevé que ceux des autres modes de stockage[réf. souhaitée].

#### Volant d'inertie

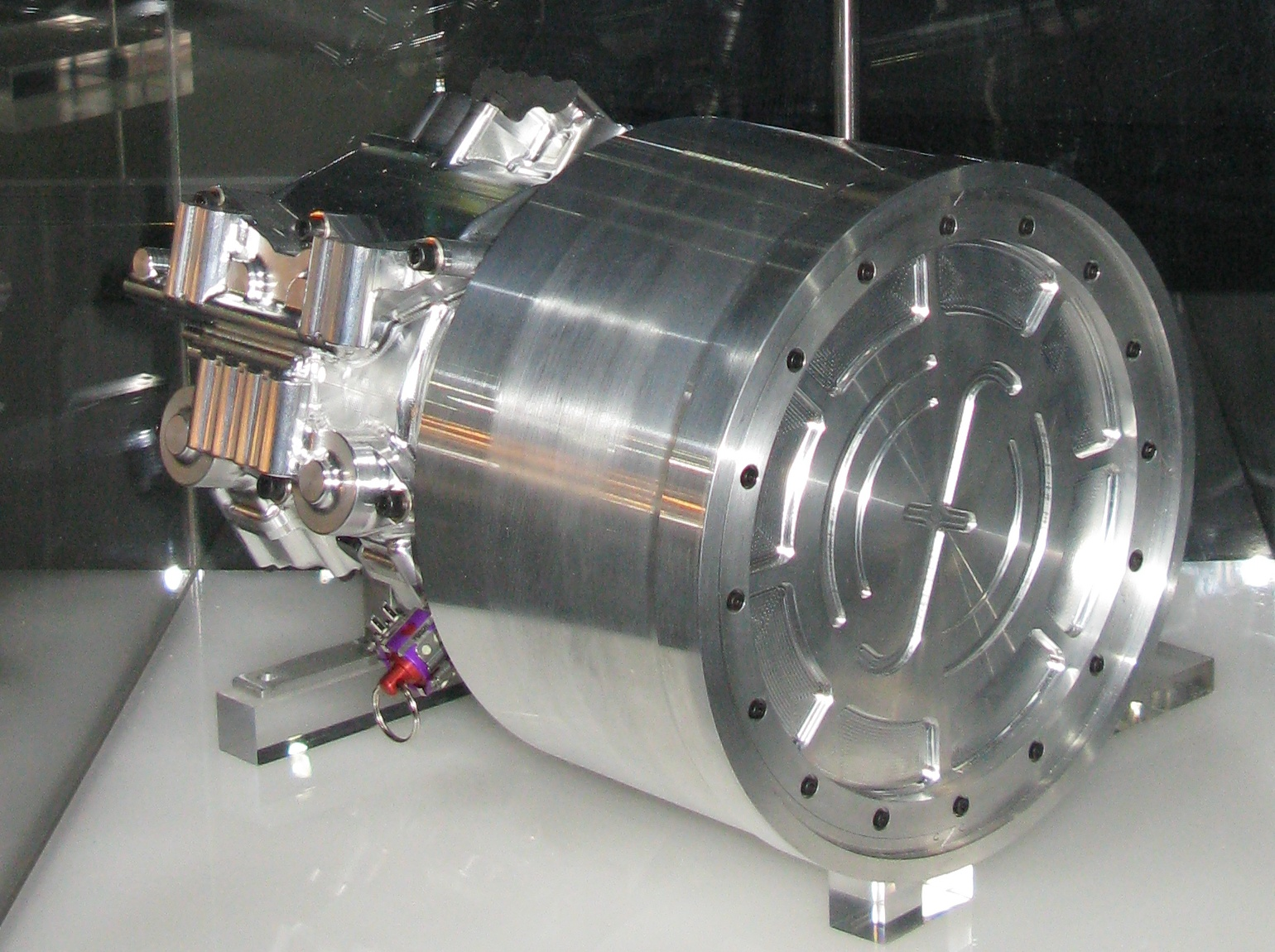
Système de récupération d'énergie cinétique au freinage (« Flybrid Systems ») (pour une Formule 1 dans ce cas), par volant d'inertie.

C'est un élément pratiquement obligatoire dans tous les moteurs, sous forme de volant d'inertie, pour réguler le mouvement à des échelles de temps très courtes, inférieures à la seconde. Il peut être utilisé pour le stockage à court terme. Certaines évaluations donnent des quantités d'énergie stockées assez faibles : ainsi pour une automobile d'une tonne lancée à 150 km/h cela représenterait 860 kJ, soit moins de 0,25 kWh, comme cela a été utilisé en Formule 1 pour un gain ponctuel et instantané de puissance. Un prototype commercial a aussi été conçu, pour l'automobile, établissant une économie de 25 % de carburant.
L'énergie est stockée sous forme d'énergie cinétique par la rotation d'un ou plusieurs disque(s) lourd(s), éventuellement assemblés en un système contrarotatif pour limiter les effets gyroscopiques.
Pour accumuler l'énergie, le disque est accéléré (par un moteur ou un flux de liquide ou gaz). Pour récupérer l'énergie accumulée, on freine le disque qui en ralentissant libère l'énergie. En pratique, dans le cas de stockage d'énergie électrique, le générateur peut être le moteur (le même engin électrique peut faire office de moteur ou de frein/générateur).
Le frottement doit être minimal pour éviter les déperditions. C'est possible en plaçant le volant dans le vide et sur des paliers à lévitation magnétique, systèmes rendant la méthode chère. De plus grandes vitesses de volant permettent une plus grande capacité de stockage mais exigent des matériaux assez résistants pour résister à l'éclatement et éviter les effets explosifs d'une panne du système, au cours de laquelle l'énergie cinétique de rotation serait convertie en énergie cinétique de translation (autrement dit, le disque se transformerait en projectile…).
En pratique, ce type de stockage est d'un usage très courant mais il se limite principalement aux volants d'inertie au sein des moteurs et des appareils de production d'énergie ; ils y opèrent un lissage à très court terme pour régulariser la fourniture d'énergie. C'est notamment le cas de tous les moteurs thermiques, surtout des moteurs turbo Diesel dont les à-coups sont importants, surtout à bas régime.
Il y a déjà plusieurs décennies, des autobus urbains (Trolleybus) ont fonctionné avec un volant d'inertie disposé à plat sous le plancher, tels les Gyrobus qui ont circulé dans les années soixante dans plusieurs villes belges. Ce système permettait de faire plusieurs kilomètres sans pollution et en silence avant une « recharge », qui s'effectuait en quelques minutes lors des arrêts, dans des stations équipées à cet effet. À l'époque, la relance de l'unique gros disque se faisait par un système pneumatique ou par un moteur électrique disposé dans la chaussée. La complexité technique de cette solution (la taille, le poids de l'équipement, des problèmes d’usure des paliers du volant, la complexité d'utilisation et l'effet gyroscopique qui avait tendance à déséquilibrer les véhicules) associé à un faible intérêt économique ont stoppé son utilisation au début des années 1960.
L'évolution technique remet ce système au goût du jour. L'utilisation de deux disques contra-rotatifs plus légers, tournant à très grande vitesse grâce à de nouveaux matériaux plus résistants, et lancés par un moteur/générateur électrique intégré, permet une nette amélioration du rapport poids à vide / charge utile. Ceci permet également son utilisation comme ralentisseur dans les villes en pente, où le poids est encore plus pénalisant.
Plusieurs constructeurs travaillent ainsi sur l'application du volant d'inertie aux transports en commun, notamment Alstom pour ses tramways qui expérimente cette technique sur le réseau de Rotterdam depuis 2005.
Des applications dans le domaine ferroviaire ont également été tentées. Des volants d'inertie sont aussi utilisés depuis 2009 sur des voitures de Formule 1 (système SREC) et sur certaines voitures de sport pour récupérer l'énergie cinétique lors des freinages (freinage régénératif).
L'efficacité énergétique de ce système, appelé parfois « batterie mécanique », est supérieure à celle permise par l'utilisation d'accumulateurs chimiques.
Cette technique est aussi utilisée dans des alimentations sans interruptions statiques (ASI) et dynamiques (ADI) (Uninterruptible Power Supply en anglais) permettant de pallier la rupture de l'alimentation électrique pendant plusieurs secondes et de permettre d'attendre le démarrage d'un groupe de secours.

### Énergie thermique
Le stockage de chaleur peut être réalisé à travers deux phénomènes différents associés aux matériaux qui assurent le stockage. On parle alors de stockage par chaleur sensible et de stockage par chaleur latente.

#### Stockage d'énergie thermique

##### Chauffe-eau
Le stockage d'énergie thermique dans un système thermodynamique permet par exemple de décaler (de quatre ou cinq heures) le pic de consommation ; les chauffe-eau de France (3 GW de puissance) constituent ainsi une réserve de 28 TWh, ce qui correspond à 10 % de l'ensemble des consommations énergétique des bâtiments du pays. Au-delà de cette fonction du cumulus, des habitations de grande inertie thermique (murs épais, bonne isolation) permettent de lisser et diminuer les besoins de chauffage et de rafraîchissement, permettant des économies directes.

##### À plus grande échelle
On peut stocker la chaleur solaire dans des réservoirs, des heures de jour vers les heures de nuit ou, si les réservoirs sont plus importants, de l'été vers l'hiver. Un bâtiment de la Cité internationale universitaire de Paris rénové en 2016 expérimente un tel stockage intersaisonnier de chaleur solaire pour le chauffage de l'eau de 142 chambres, via deux cuves de plus de 15 m de haut.
L'énergie calorifique peut aussi être stockée afin de produire de l'électricité au moment voulu, pour lisser l'apport solaire ; ce type d'usage est encore marginal en volume mais pourrait se développer avec la production électrique par une centrale solaire thermodynamique[réf. souhaitée].
Les matériaux à changement de phase (MCP) peuvent aussi dans les bâtiments accumuler de l'énergie solaire thermique de chauffe-eau solaires individuels (CESI). Les MCP permettent de lisser la production d'énergie fournie par le Soleil et d'augmenter la capacité de stockage grâce à leur grande densité énergétique volumique. La société Kaplan Energy a été le premier fabricant à équiper ses CESI et SSC (Système solaire combiné) de batteries solaires thermiques constituées de MCP.

#### Par chaleur sensible

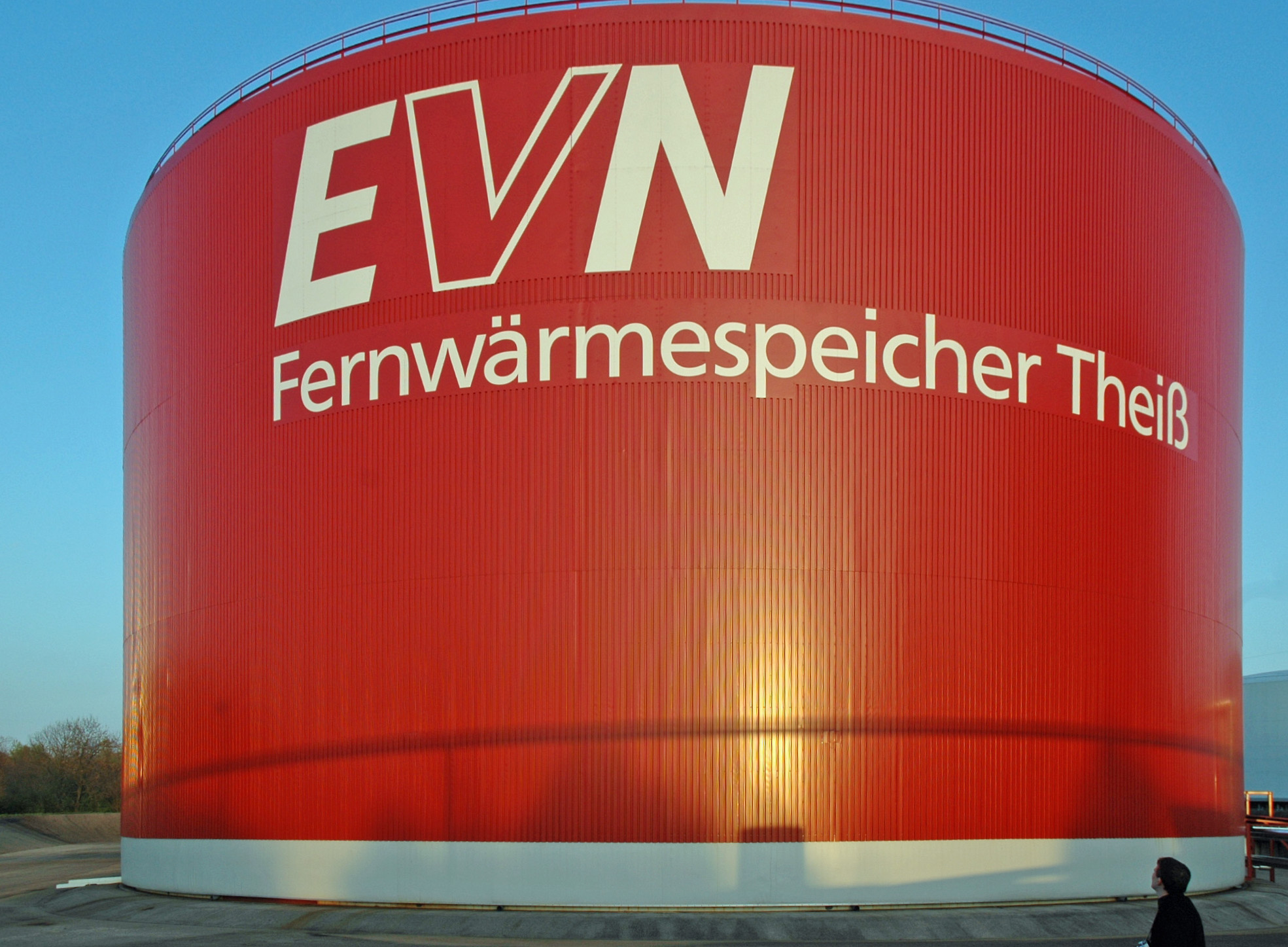
Stockage thermique à Krems en Autriche, 50000 m3 d'eau, 2 GWh.

Dans le stockage par chaleur sensible, l'énergie est stockée sous la forme d'une élévation de température du matériau de stockage. La quantité d'énergie stockée est alors directement proportionnelle au volume, à l'élévation de température et à la capacité thermique du matériau de stockage. Ce type de stockage n'est limité que par la différence de température disponible et celle supportée par le matériau ou son conteneur, par les déperditions thermiques du stockage (liée à son isolation thermique) et par l'éventuel changement d'état (ou « changement de phase ») que peut être amené à subir le matériau servant au stockage (fusion ou vaporisation).
Quelques exemples de stockage de chaleur sensible :
- dans les systèmes de chauffage domestiques, on utilise parfois la grande inertie thermique de certains matériaux (briques, huile) pour restituer lentement la chaleur accumulée au cours des périodes où la chaleur a été produite ou captée. Mais le plus souvent, le stockage est assuré par un ballon d'eau chaude isolé. Il est aussi possible de stocker de l'eau chaude l'été pour l'hiver avec un dimensionnement correct du réservoir[91], même si le climat est froid ;
- dans les fours à feu de bois, en brique et terre réfractaire, la capacité de la voûte du four à emmagasiner la chaleur est utilisée pour la cuisson d'objets (poterie, émaux, etc.) ou de plats (pain, pizza, etc.) ;
- le stockage de l'énergie excédentaire produite par les centrales solaires[92] le jour, afin d'être utilisée le soir et la nuit (exemple : chauffage urbain de la ville de Krems sur le Danube, voir photo). Cette technique est utilisée dans des centrales solaires thermiques, telles les trois centrales d'Andasol en Espagne qui peuvent stocker chacune 350 MWh dans des réservoirs de sels chauffés à 390 °C ;
- on peut aussi citer l'utilisation à la fin du XIXe siècle des locomotives Francq sans foyer et à eau surchauffée. Un réservoir d'eau de 3 m3 chauffée à 180 °C constituait la source principale d'énergie et permettait de tracter plusieurs wagons de tramway et leurs voyageurs sur des trajets de plus de 10 km ;
- la chaleur peut aussi être stockée dans du silicium à très haute température, dont l'énergie lumineuse peut être reconvertie en énergie électrique au moyen de cellules photovoltaïques. « Cette technique est intéressante, car avec la chaleur, on stocke l'énergie à un coût bien inférieur qu'avec des batteries électriques », explique Asegun Henry, chercheur au département ingénierie et mécanique au MIT[93].

#### Par chaleur latente
Dans le stockage par chaleur latente, l'énergie est stockée sous la forme d'un changement d'état du matériau de stockage (fusion ou vaporisation). L'énergie stockée dépend alors de la chaleur latente et de la quantité du matériau de stockage qui change d'état. Contrairement au stockage sensible, ce type de stockage peut être efficace pour des différences de températures très faibles. Dans le cas des changements de phase solide/liquide ou liquide/vapeur, et pour une quantité d'énergie stockée et un matériau de stockage donnés, le stockage par chaleur latente nécessite moins de volume que le stockage par chaleur sensible du fait que la chaleur latente est généralement beaucoup plus élevée que la capacité calorifique.
Ces deux types de stockage peuvent être utilisés pour stocker du froid.
Quelques exemples de stockage de chaleur latente :
- des matériaux à changement de phase (MCP) sont actuellement étudiés pour améliorer l'inertie thermique des parois des bâtiments ;
- des matériaux à changement de phase (solide/liquide) encapsulés dans une cuve de stockage permettent de stocker de l'énergie sous forme de chaleur latente, la nuit par exemple, durant laquelle l'électricité est moins chère, et permet ensuite de restituer cette énergie la journée. Dans le cas de la climatisation et de la réfrigération, le MCP utilisé peut être de l'eau ou de la paraffine. Cette technique permet également de réduire la puissance installée, car elle permet de faire fonctionner le système de production de froid à sa puissance nominale, et non pas de façon aléatoire (dû à la forte demande ou à aucune demande) ;
- les pompes à chaleur, notamment les réfrigérateurs, congélateurs et climatiseurs, utilisent des fluides caloporteurs. Ceux-ci ne stockent pas à proprement parler de chaleur mais la transporte en changeant, éventuellement sa nature (chaud ↔ froid) et sa puissance[f] ;
- le stockage latent (STL) repose sur un dispositif composé d’une cuve remplie de nodules et d’un fluide caloporteur. Environ 60 % du volume de la cuve est occupé par les nodules et les 40 % restants par le fluide caloporteur. Le nombre de nodules dans un système détermine à la fois l'énergie totale stockée dans le STL mais aussi les puissances d'échange entre les nodules et le fluide caloporteur en mode de charge et de décharge ;
- les nodules sont des sphères fabriquées avec un mélange de polyoléfines par extrusion soufflage. Le fluide caloporteur est composé d'eau et de « mono-éthylène glycol » (MEG) ou d'eau et de « mono-propylène glycol » (MPG). La concentration en MEG ou MPG varie selon la température de changement de phase des nodules.

### Autres

#### Stockage magnétique supraconducteur
Le stockage magnétique à supraconducteur est appelé aussi SMES pour « superconducting magnetic energy storage » (« Stockage d'énergie magnétique par bobine supraconductrice »). Le SMES permet de disposer quasiment instantanément d'une grande quantité d'électricité, mais il ne pourra se généraliser tant que l'on n'arrivera pas à produire des aimants supraconducteurs performants, durables et moins coûteux. Il permet aujourd'hui, encore expérimentalement, de stocker de l'énergie sous la forme d'un champ magnétique créé par la circulation d'un courant continu de très haute intensité dans un anneau supraconducteur refroidi sous sa température critique de transition vers l'état supraconducteur. Le champ magnétique est généré par la circulation d’un courant électrique dans une bobine constituée d'un matériau supraconducteur et court-circuitée qui devait être refroidie à 4 K, soit −269 °C dans les premiers modèles, mais à Grenoble, l’Institut Néel et le G2Elab ont réussi à faire fonctionner des SMES à une température de −253,15 °C, rendant le refroidissement moins difficile, et le système plus léger et performant. Il suffit de connecter la bobine au réseau pour la décharger.
Pour l'instant, le coût des équipements (et l'énergie requise pour la réfrigération) réservent ce type de stockage à des applications de hautes technologies, civiles ou militaires (lanceur électromagnétique…).

## Aspects économiques
Le stockage d'énergie est l'un des moyens de régulation de l'équilibre offre-demande, en complément ou en concurrence avec deux autres :
- la maîtrise de la demande en énergie (demand management en anglais) : effacement de consommation électrique, réseaux électriques intelligents, domotique, gestion technique de bâtiment, etc. ;
- l'utilisation de moyens de production modulables : pour l'essentiel, centrales hydroélectriques à réservoirs, centrales à gaz.

Le choix entre ces divers moyens se fait pour l'essentiel sur la base du bilan économique coûts/bénéfices, qui peut éventuellement être infléchi par une fiscalité écologique visant à intégrer dans les coûts les externalités des solutions dont l'impact sur la santé ou sur l'environnement est jugé dommageable.
Le rapport ETP 2014 de l'Agence internationale de l'énergie publié en mai 2014 étudie trois scénarios possibles d'évolution des systèmes énergétiques jusqu'en 2050 ; il note que le pompage-turbinage représente actuellement 99 % des applications de stockage de l'électricité, que les nombreuses autres techniques testées n'ont jamais atteint la taille industrielle ; que la valeur de la flexibilité apportée par les techniques de stockage va s'apprécier avec la progression de la part des énergies renouvelables à production irrégulière, mais estime que cela ne suffira pas à les rendre compétitives avec les autres moyens de régulation ; elles continueront à se développer pour les applications de réglage de la fréquence, de suivi de la charge et pour les systèmes isolés du réseau, mais sur les autres marchés, ne seront développées qu'après que les autres techniques à moindre coût aient été maximisées.

### Coût du stockage d'énergie
Un inventaire des solutions de stockage et de leur coût a été publié par L'ADEME et ENEA Consulting en octobre 2013. Ce rapport présente le stockage chimique plomb-acide comme la solution de stockage massifiable ayant le coût d'investissement (100 €/kWh) le plus faible. Cette solution conduit néanmoins à une augmentation du coût de l'électricité par rapport à son coût actuel. En 2017, les batteries Li-ion sont la meilleure solution étant donné leur meilleure performance pour un coût d'acquisition similaire.
Des projets autorisant un développement sans contraintes topographiques sont envisagés en mer. Ainsi d'unn projet d'îlot énergétique de 2,5 km de diamètre au large de la côte belge, d'une capacité de stockage de 5 GWh. D'autres solutions à des coûts nettement inférieurs, reposant sur l'énergie potentielle de pesanteur, sont à l'étude.
Des solutions de stockage à bas coût peuvent être envisagées. Il est par exemple possible, en théorie, de réduire le coût unitaire d'une station de pompage/turbinage maritime circulaire en augmentant sa taille, pour peu que la profondeur moyenne reste constante. Par exemple, en multipliant le diamètre (et donc le coût) du projet belge par 10, on multiplie la capacité de stockage par 100. Le coût unitaire est ainsi divisé par 10 (25 €/kWh de capacité). Pour être rentable, un tel projet nécessiterait un besoin de capacité de stockage bien plus important que celui existant en Belgique actuellement. Dans le même ordre d'idées, il est théoriquement possible d'utiliser la Manche comme réservoir aval de stockage en construisant deux digues, l'une entre Calais et Douvres et l'autre entre Cherbourg et Portsmouth. L'investissement nécessaire est estimé à 200 milliards d'euros pour 8 TWh de capacité[réf. à confirmer], ce qui correspondrait à un investissement de 20 €/kWh. Un tel projet nécessiterait de construire des écluses de grande capacité afin de ne pas interrompre le trafic maritime. Il permettrait de relier le Royaume-Uni au continent par deux voies routières.
D'autres mégaprojets à bas coût unitaire existent, notamment l'exploitation de la dépression de Qattara comme station de pompage turbinage. La dépression pourrait être remplie d'eau en creusant un tunnel de 80 km la reliant à la mer Méditerranée. La construction d'un barrage au niveau du goulot d'étranglement topographique de la dépression permettrait de créer un réservoir amont et aval de tailles à peu près égales, avec un dénivelé de 25 mètres. Il serait en théorie possible de stocker 3 TWh pour un investissement de 20 milliards d'euros (7 €/kWh)[réf. à confirmer].

### Coût des batteries et perspectives

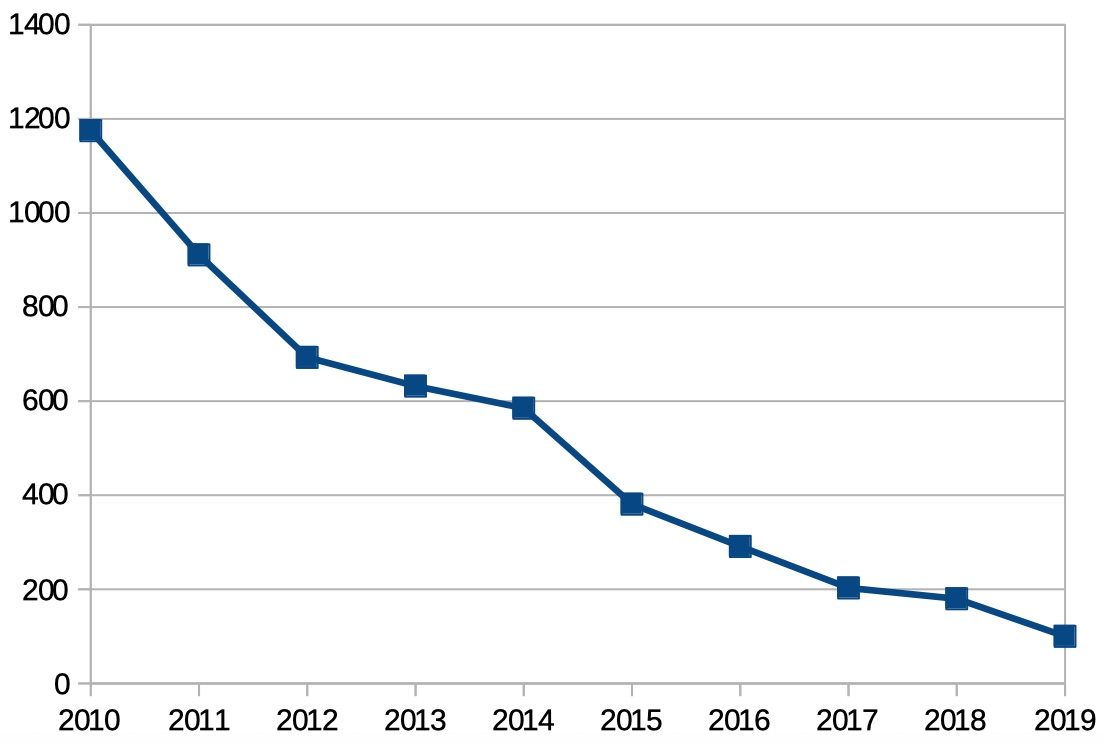
Coût des batteries au lithium pour les véhicules électriques ($/kWh).

Le développement des véhicules électriques entraîne pendant la décennie 2010-2020 un développement important des batteries au lithium, les économies d'échelle entrainant une diminution rapide des coûts :
| Année | coûts en $/kWh |
| ----- | -------------- |
| 2010  | 1160           |
| 2011  | 899            |
| 2012  | 707            |
| 2013  | 650            |
| 2014  | 577            |
| 2015  | 373            |
| 2016  | 288            |
| 2017  | 214            |
| 2018  | 176            |

#### En 2014
Alors que le marché de la voiture électrique émerge, le Stockholm Environment Institute met en évidence (dans Nature Climate Change) une chute du prix des batteries lithium-ion de véhicules électriques. Leur prix a de 2007 à 2014 diminué au rythme de 14 % par an, passant de 1 000 $/kWh (880 €/kWh) à environ 410 $/kWh (360 €/kWh). L'Agence internationale de l'énergie (AIE) prévoyait qu'un tel niveau ne serait atteint qu'en 2020. De son côté l'agence Bloomberg calcule que dès que le prix de l'essence reviendra à son niveau de 2011, les véhicules électriques deviendront compétitifs avec les motorisations classiques aux États-Unis. En outre ces batteries stockent aussi l'électricité photovoltaïque domestique,.
Le journal Les Échos du 17 août 2014 confirme cette baisse (−20 % en deux ans) et prédit l'émergence d'un grand marché de la voiture électrique en 2020 (si les minerais nécessaire ne manquent pas) mais aussi le stockage d'énergies renouvelables non pilotables tels que le photovoltaïque et l'éolien (dont les coûts de base baissent également).
En 2014, Tesla lance son projet d'usine de batteries Lithium-Ion qui devrait fonctionner à plein régime en 2020 et devrait produire plus de batteries par an qu'il n'y en avait dans le monde en 2013, selon le constructeur.

#### En 2016
Deux produits concurrents, basés sur une batterie lithium-ion, sont lancés pour stocker l'électricité d'une maison ou d'une entreprise, Powerwall de Tesla (dès la fin 2015 aux États-Unis, en Australie et en Allemagne), et Ecoblade de Schneider Electric. Powerwall est annoncé à 3 000 $ pour 7 kWh et Ecoblade 1 000 $ pour 2 kWh (un kilowatt-heure correspond à une heure de consommation moyenne d'une maison).

#### En 2017
Le journal Science relaye l'annonce faite par Tesla de la mise en projet de l'équivalent de la plus grande batterie au lithium-ion du monde. Un groupe de 788 systèmes Powerpack stockera le surplus d'électricité produite par une ferme éolienne australienne de 100 MW exploitée par la société française d'énergie renouvelable Neoen (soit un triplement du record existant en matière de stockage d'électricité par batteries). L'exploitant pourra ainsi lisser sa production et stocker de l'électricité au moment où elle ne coûtera pas cher pour la revendre ensuite avec bénéfice lors des pics de demande. Cette opération est soutenue par le gouvernement de l'Australie-Méridionale qui vise une production fiable de la moitié de son électricité à partir de sources renouvelables avant 2025, et qui a souffert d'un déficit d'image en septembre 2016 puis en février en raison de deux pannes de courant liées non pas à l'utilisation de sources renouvelables mais à l'effondrement d'un installation de transmission dans un cas et à une demande de puissance inattendues dans un autre. En plus de favoriser la production et l'utilisation de renouvelables, la capacité de puissance élevée de la nouvelle batterie qui sera disponible « en rafales rapides » permettra de conserver une fréquence de l'électricité dans la bonne gamme en cas de perturbations de la grille et d'augmentation brutale de la demande. Cette annonce contraste avec la stratégie du gouvernement fédéral qui promeut encore les énergies fossiles et l'ouverture d'une nouvelle mine de charbon dans le Queensland alors que les émissions de CO2 du pays ont encore augmenté de 1,4 % en 2016, ce qui empêche l'Australie de respecter l'Accord de Paris (baisse de 28 % des émissions par rapport aux niveaux de 2005 d'ici 2030.

#### En 2018
La Société nouvelle d'affinage des métaux (Snam) à Viviez (Aveyron), filiale du holding belge Floridienne, retraite 6 000 tonnes d'accumulateurs par an, dont 8 % de batteries d'automobiles ; elle fabriquera à partir de 2018 des batteries avec les composants recyclés. SNAM ouvrira d'abord au printemps 2018 un atelier pilote d'accumulateurs lithium-ion recyclées. Pour la fabrication en série, l'entreprise cherche un nouveau site dans l'Aveyron pour ouvrir en 2019 une usine d'une capacité de 20 MWh par an. Elle améliorera ensuite les procédés pour passer à 4 000 MWh par an vers 2025. Les constructeurs automobiles ne voulant pas de batteries recyclées, la société vise le marché en croissance du stockage de l'électricité dans l'industrie, le bâtiment et les énergies renouvelables. Elle a pour objectif que ses batteries recyclées soient compétitives en prix avec les batteries bon marché au plomb et les groupes électrogènes.

#### En 2019
Entre 2010 et 2018, le coût d'une batterie lithium-ion a déjà décliné de 85 %, selon BloombergNEF, et devrait encore baisser de moitié d'ici à 2025, notamment grâce aux économies d'échelle réalisées avec l'essor du parc de véhicules électriques : le prix des grosses batteries pour les compagnies d'électricité va passer de 360 dollars par kilowattheure en 2019 à 170 dollars en 2030. Malgré cette chute, le développement du stockage nécessitera des investissements importants : 662 milliards de dollars au cours des vingt prochaines années. Selon Bank of America, la Californie vise 1,8 GW de capacités installées dès 2020, l'état de New York 3 GW en 2030. Le Royaume-Uni, l'Allemagne, l'Australie, la Corée et la Chine développent aussi des projets ambitieux.

#### Années 2020
La batterie zinc-ion à électrolytes en solution aqueuse fait l'objet d'une recherche poussée depuis les années 2010. Elle semble pouvoir, à bas coût et sans utiliser de métaux rares, précieux ni géographiquement mal répartis, offrir une sécurité environnementale très élevée, mais présente encore l'inconvénient de se recharger moins rapidement que ses concurrentes.
En 2021, une étude confirme que le coût des batteries lithium-ion a diminué de 97 % en trois décennies.

## Aspects environnementaux
Stocker d'importantes quantités d'énergie demande de la place et des moyens et ne se fait pas sans impacts environnementaux.
Un guide publié en 2016 se propose d'aider les gestionnaires de réseaux, fournisseurs d'électricité et concepteurs de systèmes de stockage à mieux évaluer les effets environnementaux des systèmes de stockage d'énergie disponibles et de leur intégration dans un réseau électrique. Des rencontres et débats avec des scientifiques et experts du domaine (ingénieurs chimistes, biologistes industriels, chimistes, ingénieurs électriciens…) et une analyse de la littérature académique et de travaux de recherche ont abouti à 12 principes (groupés en trois catégories).